# Università Panteion
L'Università di scienze sociali e politiche "Panteion" (in greco: Πάντειον Πανεπιστήμιο Κοινωνικών και Πολιτικών Επιστημών, internazionalmente conosciuta come Panteion) è un'università situata ad Atene, in Grecia. Fondata nel 1927, è tra le tre più antiche università di scienze politiche in Europa.

## Facoltà e dipartimenti accademici
L'università è composta da quattro facoltà e nove dipartimenti accademici:
Facoltà di economia e amministrazione Pubblica
- Dipartimento di amministrazione pubblica
- Dipartimento di sviluppo economico e regionale

Facoltà di scienze politiche
- Dipartimento di politiche sociali
- Dipartimento di scienze politiche e storia

Facoltà di scienze sociali e psicologia
- Dipartimento di sociologia
- Dipartimento di antropologia sociale
- Dipartimento di psicologia

Facoltà di studi internazionali, comunicazione e cultura
- Dipartimento di Studi internazionali, europei e regionali
- Dipartimento di comunicazione, media e cultura